# Distretto di Macusani
Il distretto di Macusani è un distretto del Perù, facente parte della provincia di Carabaya, nella regione di Puno.